# Schweizer Fussballmeisterschaft 1904/1905
Osmý ročník Schweizer Fussballmeisterschaft 1904/1905 (česky: Švýcarské fotbalové mistrovství) se konal za účastí 16 klubů.
Sezonu vyhrál počtvrté ve své historii a po čtyřech letech Grasshopper Club Curych. Šestnáct klubů bylo rozděleno do tří skupin (východ, střed a západ), poté se vítězové skupin utkali proti sobě každý s každým.